# Комуністична партія робітників і селян
Комуністична партія робітників та селян (КПРС)— колишня політична партія України, яка використовувала ліву коміністичну та колаборантську антиукраїнську ідеологію.
Утворена 30 березня 2001 року після розколу та виходу з Комуністичної партії України (КПУ). 30 вересня 2015 року Окружний адміністративний суд Києва заборонив партію.
17 березня 2001 року відбувся Установчий з'їзд Комуністичної партії робітників і селян, на якому було прийнято Статут та Маніфест. Тоді ж обрано центральні органи, Центральний комітет. Головою партії обрано народного депутата України Олександра Яковенка.
1 червня 2001 року делегація КПРС приїхала до Москви, де колоною пройшла Червоною площею, поклавши квіти до Мавзолею Леніна та пам'ятника на могилі Сталіна біля Кремлівської стіни. 7 вересня 2001 року вийшов перший номер друкованого органу партії — газети «КПРС». У жовтні 2001 року було підписано політичну угоду «Про спільні дії Соціалістичної партії України та Комуністичної партії робітників та селян».
2 грудня 2001 року відбувся II (позачерговий) з'їзд. На ньому прийнято зміни та доповнення до Статуту та Програми. Зі складу партії виключено партійну опозицію (т. зв. «організатори розколу»).
11 грудня 2001 року підписано договір із СелПУ про створення єдиного виборчого блоку. Приєднатися до нього виявили бажання Партія комуністів (більшовиків) України, Спілка комуністів України, Блок ЗУБР (За Україну, Білорусь, Росію), Рух «За СРСР».
22 грудня 2001 року відбувся III (позачерговий) з'їзд, на якому було ухвалено резолюцію про створення виборчого блоку КПРС та СелПУ.
9 січня 2002 року відбувся IV (позачерговий) з'їзд КПРС. Затверджено списки кандидатів у народні депутати України та місцевих рад та передвиборча програма. У парламентських виборах в Україні 2002 року КПРС взяла самостійну участь. За результатами виборів партія отримала 106 904 голосів (0,41 %), посівши 18 місце серед 33 учасників. В одномандатних округах із 87 кандидатів — жодного обраного.
4 липня 2004 року на VI з'їзді КПРС голову партії Олександра Яковенка було висунуто кандидатом на пост Президента України. За результатами 1-го туру Олександр Яковенко набрав 219 191 голосів (0,78 %), посівши 7-ме місце з 24 претендентів. У парламентських виборах в Україні 2006 року та дострокових парламентських виборах 2007 року КПРС участі не брала.
27 лютого 2011 року, на VIII позачерговому з'їзді КПРС у Києві головою ради партії було обрано позафракційного депутата Верховної Ради України, екс-главу кримської організації Компартії України Леоніда Грача.
КПРС виступала за відновлення соціалізму, радянської влади, відродження СРСР, реалізовувала на практиці проросійську комуністичну колаборантську ідеологію. Позиціонувала себе як «авангардна партія, організована згідно з ленінською структурою партії, яка передбачає відсутність монолідерства на всіх партійних рівнях, інститутів першого та генерального секретаря, принципу „вождизму“». Мета партії — «за допомогою засобів пропаганди та політичної боротьби відлучити від влади панівні класи, підкорити їх диктатурі трудового народу та встановити нове комуністичне суспільство — без суспільних класів та приватної власності. Основне завдання — перешкодити розколу комуністичного руху та сприяти об'єднанню лівих сил».
КПРС розглядала скасування інституту президентства та встановлення парламентської республіки, перерозподіл владних повноважень на користь Верховної Ради України «як необхідний етап відродження влади Рад — системи Рад як форми диктатури трудового народу». Відновлення радянської влади КПРС вважала «за можливе лише за умови класової боротьби та соціалістичної революції, яка може проходити у мирних та немирних формах, залежно від ступеня супротиву владного режиму». У сфері зовнішніх відносин КПРС виступала «за повне припинення співробітництва з міжнародними фінансовими (МВФ, ВТО, ЕБРР) та військовополітичними (НАТО) організаціями».
30 вересня 2015 року Окружний адмінсуд Києва за позовом Міністерства юстиції України призупинив діяльність Комуністичної партії України (оновленої) та Комуністичної партії робітників та селян через декомунізацію та заборону на пропаганду відповідних ідей в Україні.